# Toy Dolls
I Toy Dolls sono un gruppo musicale punk rock formato nel 1979 a Sunderland, Inghilterra. Gli Angelic Upstarts gli offrirono la possibilità di esibirsi nel loro tour nazionale.

## Formazione
- Michael "Olga" Algar - chitarra, voce
- Philip "Flip" Dugdale - basso
- Colin Scott - batteria

## Discografia
- 1983 - Dig That Groove Baby
- 1985 - A Far Out Disc
- 1986 - Idle Gossip
- 1987 - Bare Faced Cheek
- 1989 - Ten Years of Toys
- 1989 - Wakey Wakey
- 1990 - 22 Tunes Live from Tokyo
- 1991 - Fat Bob's Feet
- 1993 - Absurd-Ditties
- 1995 - Or-castrated
- 1997 - One More Megabyte
- 1999 - On Stage in Stuttgart
- 2000 - Anniversary Anthems
- 2004 - Our Last Album?
- 2006 - Treasured Toy Dolls Tracks Live
- 2012 - The Album After the Last One
- 2019 - Episode XIII